# Троянская сивилла
Троянская сивилла или Геллеспонтская сивилла (пророчица) — легендарная личность или жреческая должность, аналогичная дельфийской пифии; жрица храма Аполлона в исторической области Троада, на Идейской горе (по другим данным — в Дардане, на южном берегу пролива Дарданеллы (Геллеспонт); ныне все эти локации — территория Турции).

## В античной культуре
Идейская гора почиталась греками, как место бракосочетания Зевса и Геры. Легендарная Троя располагалась неподалёку от горы, а на самой горе — храм Аполлона и небольшой населённый пункт рядом с ним.
В греческой культуре сохранились крайне смутные представления о троянской сивилле. Согласно одной из точек зрения, с Идейской горы оракул был в дальнейшем перенесён в Эрифры, и в таком случае Троянская сивилла — то же, что Эрифрейская. Ещё чаще встречается отождествление Троянской и Фригийской сивиллы.
В некоторых случаях Троянская сивилла ассоциировалась с Кассандрой, тогда как согласно другому предположению, идейский оракул был построен гораздо позже — спустя несколько веков после Троянской войны. В конечном итоге, миф о Кассандре мог быть воспоминанием о существовании в Трое оракула, аналогичного дельфийскому.

## В христианстве
В эпоху христианизации Римской империи, Троянской сивилле, наряду с прочими сивиллами, были приписаны пророчества о пришествии Христа. Эти пророчества, в действительности, были написаны уже в эпоху христианизации, заменив более ранние Сивиллины книги, которые приписывались преимущественно Кумской сивилле и были известны в Древнем Риме со времён Республики.
Легенда о Сивиллах, как о пророчицах, предрекавших рождение Христа, были популярны в католических странах в эпоху Ренессанса и позднее, что привело к тому, что изображения Сивилл стали частым мотивом в изобразительном искусстве и скульптуре.

## Троянская сивилла в представлении художников и скульпторов

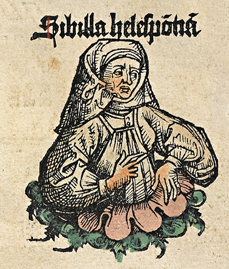
Иллюстрация из Нюрнбергской хроники, 1493 год.
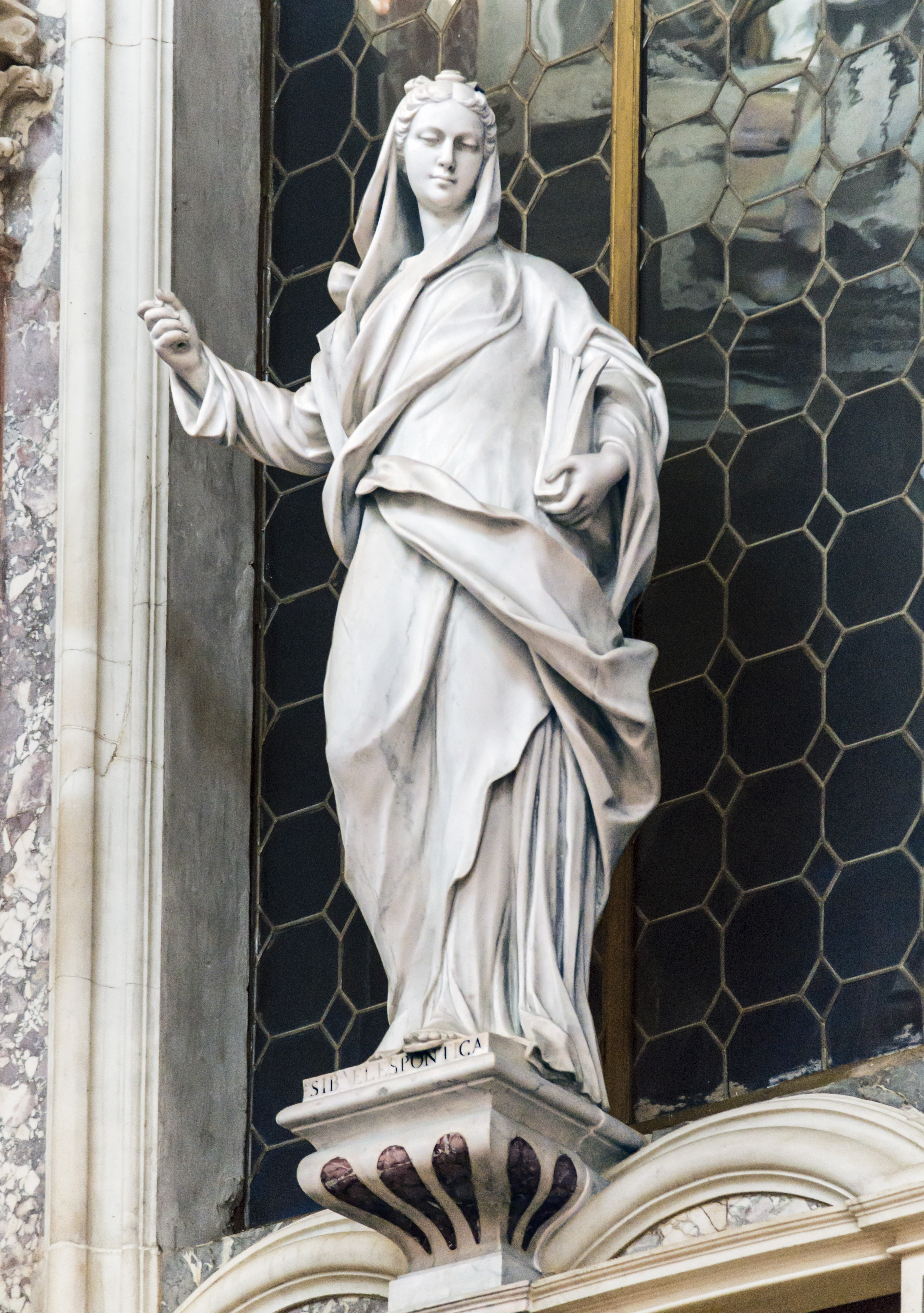
Скульптура в интерьере церкви Скальци, Венеция.
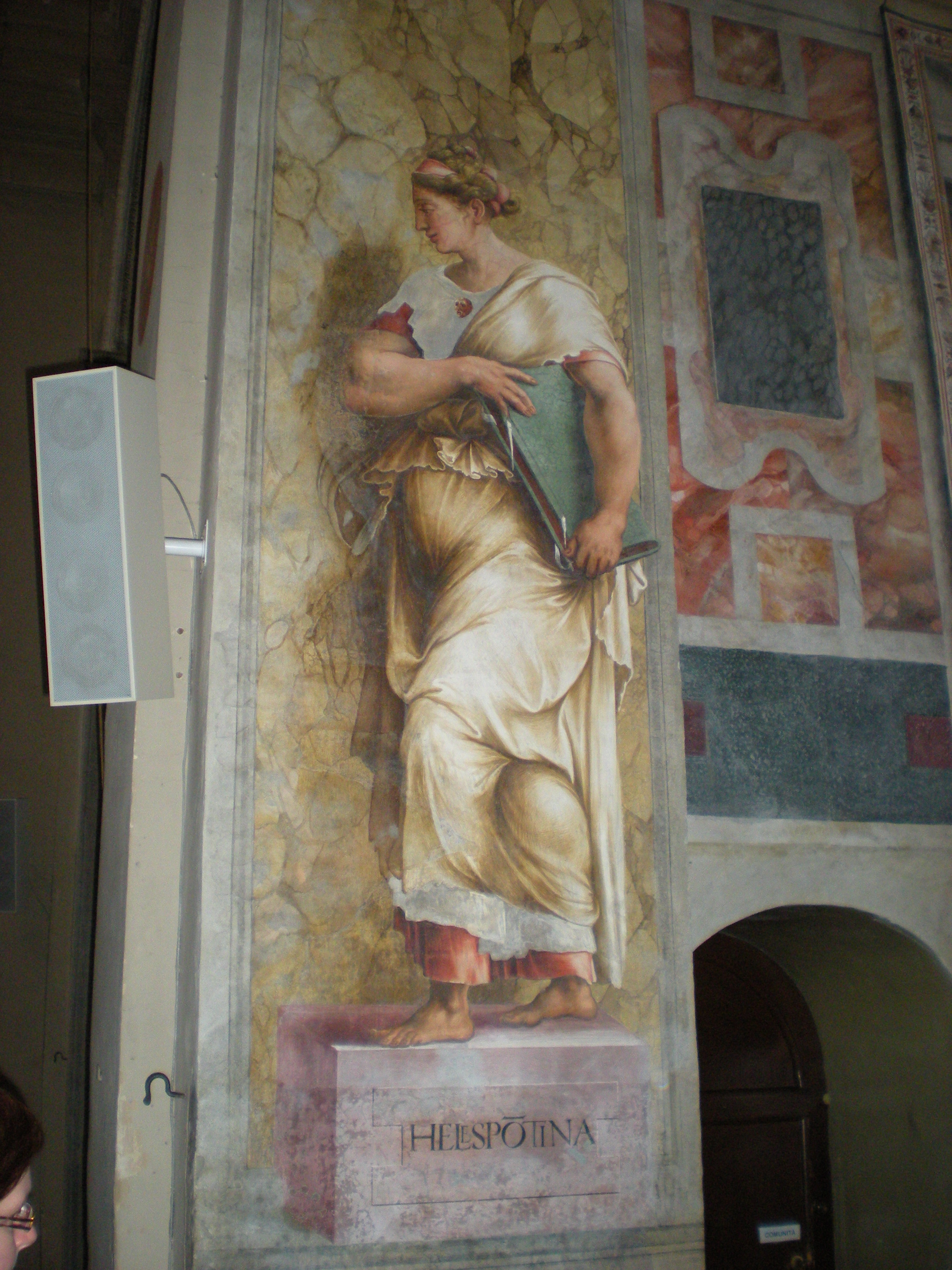
Фреска в церкви Сантиссима-Тринита-дей-Монти, Рим.
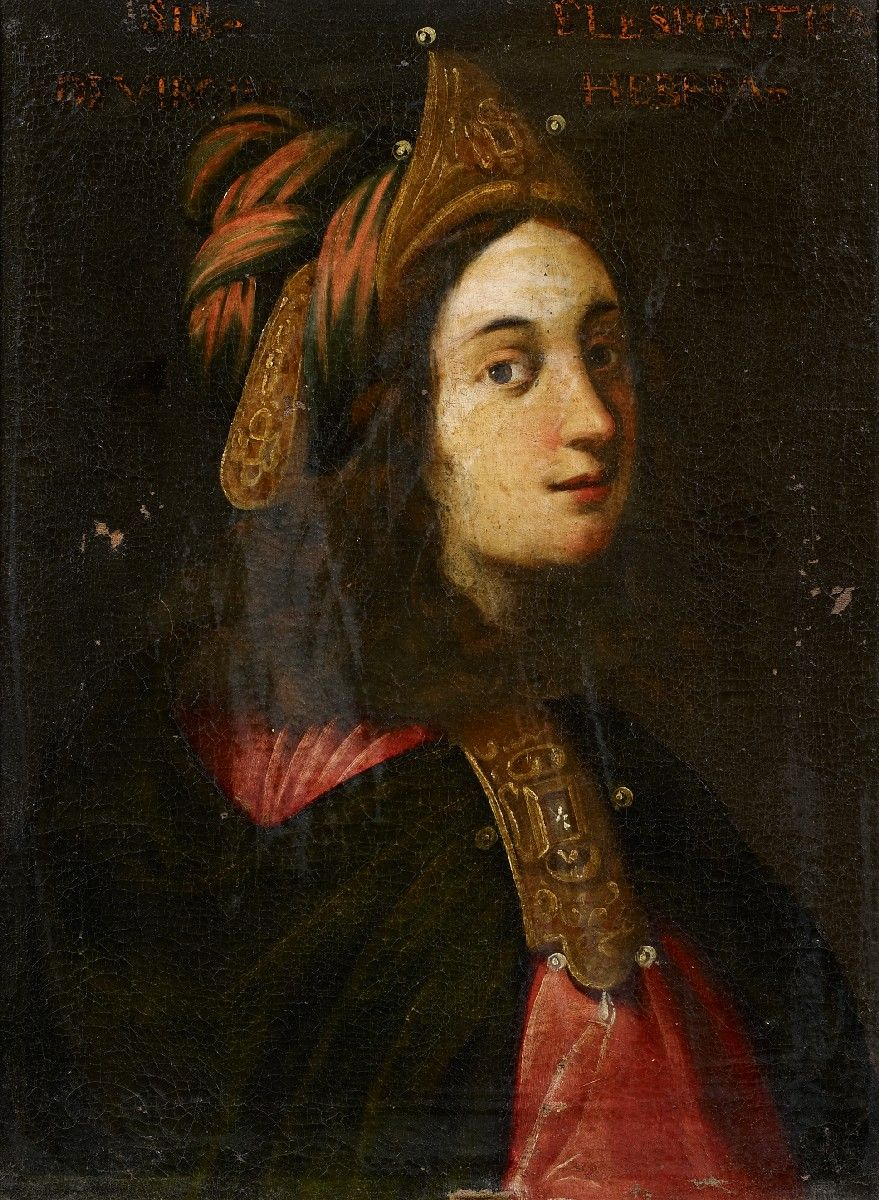
Работа неизвестного (испанского?) мастера 17 столетия.